# Горішня Дибева
Горішня Ди́бева (болг. Горна Дъбева) — село в Пазарджицькій області Болгарії. Входить до складу общини Велинград.

## Населення
За даними перепису населення 2011 року у селі проживали 210 осіб.
Національний склад населення села:
| Національність   | Кількість осіб | Відсоток |
| ---------------- | -------------- | -------- |
| болгари          | 175            | 83,3%    |
| турки            | 13             | 6,2%     |
| цигани           | 0              | 0%       |
| інша             | 22             | 10,5%    |
| не визначились   | 0              | 0%       |
| Всього відповіли | 210            |          |

Розподіл населення за віком у 2011 році:
Динаміка населення: